# Selbu
Selbu – norweskie miasto i gmina leżąca w okręgu Trøndelag.
Selbu jest 78. norweską gminą pod względem powierzchni.

## Demografia
Według danych z roku 2020 gminę zamieszkuje 4069 osób. Gęstość zaludnienia wynosi 3,56 os./km². Pod względem zaludnienia Selbu zajmuje 231. miejsce wśród norweskich gmin.
| ludność stan na 4, kwartał 2020 |         |           |       |
|                                 | kobiety | mężczyźni | razem |
| osób                            | 1989    | 2 080     | 4069  |
| %                               | 48,88%  | 51,12%    | 100%  |

| wykształcenie stan na 4. kwartał 2020, osoby powyżej 16 roku życia |        |         |        |        |
|                                                                    | podst. | średnie | wyższe | niezn. |
| osób                                                               | 859    | 1895    | 753    | 9      |
| %                                                                  | 26,44% | 50,09%  | 15,21% | 0,27%  |

## Edukacja
Według danych z 2020:
- liczba szkół podstawowych (norw. grunnskolar): 4
- liczba uczniów szkół podst.: 467

## Władze gminy
Według danych na rok 2020 administratorem gminy (norw. rådmann) jest  Stig Roald Amundsen, natomiast burmistrzem (norw. ordfører, d. borgermester) jest Ole Morten Balstad.